# Morinda undulata
Morinda undulata är en måreväxtart som beskrevs av Y.Z.Ruan. Morinda undulata ingår i släktet Morinda och familjen måreväxter. Inga underarter finns listade i Catalogue of Life.